# Municipio de Palmitas
El municipio de Palmitas es uno de los cuatro municipios del departamento de Soriano, Uruguay. Su sede es la localidad homónima.

## Localización
El municipio se encuentra situado en la zona central del departamento de Soriano.

## Historia
El municipio fue creado en 2015, a través de la Ley Nº 19319, en cumplimiento de la Ley Nº 19272, que determina la creación de municipios en aquellas localidades con más de 2000 habitantes. La ciurcunscripción adjudicada para este municipio fue la MJG del departamento de Soriano, formando parte de él únicamente la localidad de Palmitas y su zona adyacente.

## Territorio y demografía
El territorio correspondiente a este municipio comprende un área total de 178.7 km², y alberga una población de 2351 habitantes de acuerdo a datos del censo del año 2023, lo que implica una densidad de población de 13,2 hab/km².

## Autoridades
La autoridad del municipio es el Concejo Municipal, compuesto por el Alcalde y cuatro Concejales.
| Nº | Alcalde             | Partido             | Inicio del mandato      | Fin del mandato         | Observaciones     | Concejales                                                                                    |
| -- | ------------------- | ------------------- | ----------------------- | ----------------------- | ----------------- | --------------------------------------------------------------------------------------------- |
| 1  | Juan Enrique Vincon | Partido Nacional PN | 9 de julio de 2015      | 26 de noviembre de 2020 | Alcalde elegido   | Aracelli Valdez (PN) M. de los Ángeles Jaime (PN) Mariela Conde (PN) Juan C. Gallaztegui (FA) |
| 2  | Juan Enrique Vincon | Partido Nacional PN | 27 de noviembre de 2020 | 2025                    | Alcalde reelegido | Atilio Gottero (PN) Miriam Pérez (PN) Manuel Coello (PN) Alejandra Nuez (PC)                  |
| 3  | María Jaime         | Partido Nacional PN | Julio de 2025           | 2030                    | Alcaldesa elegida |                                                                                               |